# HH 46/47
HH 46/47 – obiekt Herbiga-Haro znajdujący się w zachodniej części gwiazdozbioru Żagla na południowym skraju Mgławicy Guma, w odległości około 1500 lat świetlnych od Ziemi.

## Źródło

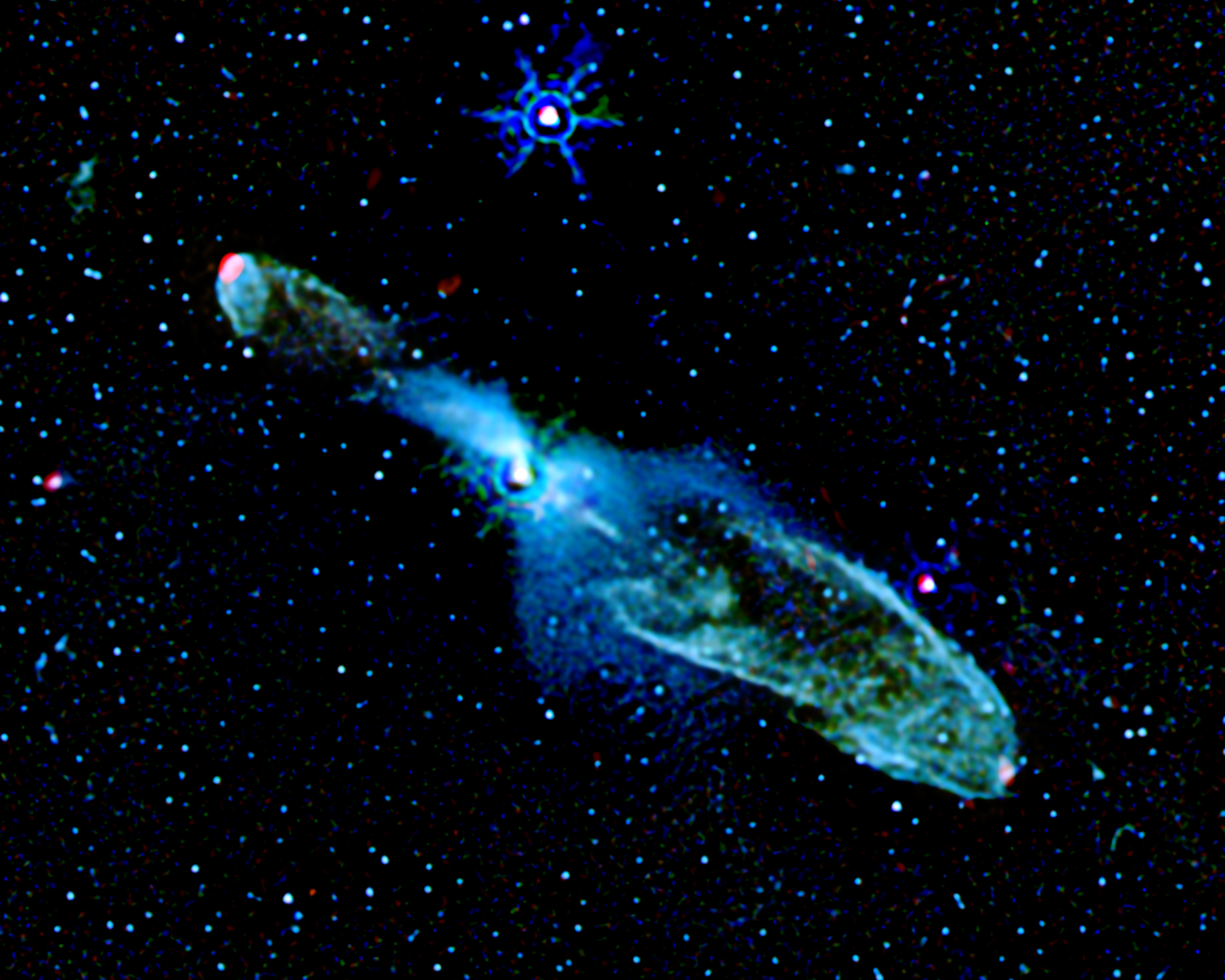
Zdjęcie w podczerwieni ukazuje gwiazdę, która utworzyła HH 46/47 i niewidoczne w promieniowaniu widzialnym elementy struktury (Teleskop Spitzera)

Struktura ta jest jednym z najlepiej znanych i zbadanych obiektów Herbiga-Haro. Widoczne dżety wydobywają się z pojedynczej globuli Boka ESO 210-6A, emitującej promieniowanie podczerwone; źródło emisji, HH 46/47 IRS, jest niewidoczne w zakresie widzialnym. Jest nim młoda gwiazda, przypuszczalnie typu T Tauri, charakteryzująca się znacznymi zmianami jasności, odzwierciedlającymi się w zmianach jasności mgławicy refleksyjnej HH 46.

## Dżety
Skomplikowana struktura obiektu tłumaczy się zmianami prędkości następującymi przy wyrzucie materii i obrębie dżetu, także na skutek oddziaływania z otoczeniem. Koniec większego, północno-wschodniego dżetu (złożonego z HH 46 i HH 47A, B i D) porusza się w kierunku Słońca. Jego główna część jest oznaczona HH 47A, odgałęziają się z niej dwie słabe łukowate struktury, jego drugi koniec jest znany jako HH 46, a długi strumień, który je łączy jest skatalogowany jako HH 47B. Drugi, słabszy dżet oddala się od Słońca; jego widocznym elementem jest obiekt HH 47C. HH 47A wykazuje wysoką gęstość elektronów i jednocześnie wysokie wzbudzenie gazu, podczas gdy inne elementy struktury wykazują mniejszą gęstość elektronów, ale wyższy stopień wzbudzenia.
Źródło, które utworzyło widoczne dżety przejawiało aktywność również w przeszłości, o czym świadczą położone najdalej od niego elementy struktury, słabe obiekty HH 47NE i HH 47SW. Cała struktura rozciąga się na 3 parseki, co odpowiada wiekowi około 9000 lat. Obiekty HH 47NE i HH 47SW są odchylone od osi łączącej młodsze dżety, co jest wynikiem zmiany kierunku wyrzutu materii; tempo zmian jest zgodne z ustalonym na podstawie obserwacji zmian w wewnętrznej części. 